# Blepharis spiculifolia
Blepharis spiculifolia là một loài thực vật thuộc họ Acanthaceae. Đây là loài đặc hữu của Yemen. Môi trường sống tự nhiên của chúng là vùng cây bụi khô khu vực nhiệt đới hoặc cận nhiệt đới và đồng cỏ khô nhiệt đới hoặc cận nhiệt đới vùng đất thấp.